# Pihenőidő
A munka törvénykönyve értelmezésében a pihenőidő a munkaidő ellentéte, tehát az az idő, amit a munkaviszonyban álló munkavállaló nem munkavégzéssel tölt. A munkavállaló a szabadságot is pihenéssel tölti, így tágabb értelemben ezt a fogalmat is a pihenőidőhöz kell kapcsolni.

## A pihenőidő fajtái
- a munkaközi szünet,
- a napi pihenőidő,
- a heti pihenőnap,
- munkaszüneti nap és[2]
- a szabadság.

## A munkaközi szünet
Közkeletű elnevezése az „ebédidő” vagy „étkezési szünet”. Az Mt. rendelkezései szerint munkavégzést legalább egy alkalommal, és legalább húsz percre meg kell szakítani, ha a munkavégzés időtartama a hat órát meghaladja; majd további három óra munkavégzés után (ekkor már a munkavállaló túlórázik) ismét jár a szünet időtartama (ekkor már 25 perc); a munkaközi szünet a felek megállapodásától (ideértve a kollektív szerződést is) függően maximum hatvan perc lehet egybefüggő munkavégzési időtartam alatt. A munkaközi szünetet minimum három, maximum hat óra munkavégzés után ki kell adni, ami a munkavégzés szünetelését jelenti. A munkáltató a munkaközi szünetet jogosult több részletben is kiadni, de az esetenként nem csökkenhet húsz perc alá.

## A napi pihenőidő
Napi pihenőidő a munka befejezése és a következő munkanapi munkakezdés közötti időtartam, amelynek minimális időtartama általában napi tizenegy óra, meghatározott foglalkoztatottak esetében ez az időtartam nyolc órára csökkenhet.
Kettő óra pihenőidő jár a beosztás szerinti munkaidők között (pl. takarítás hajnali 2–6 óráig, kézbesítés reggel 8–12 óráig), ha
a munkáltató napi osztott munkaidőt alkalmaz maximum két részletben (napi osztott munkaidő).

## A heti pihenőnap
Főszabály szerint a munkavállalót hetenként két pihenőnap illeti meg (szombat-vasárnap), a munkaidő kiegészítéseként. Egyenlőtlen munkaidő-beosztás esetén hat munkanapot követnie kell egy pihenőnapnak; havonta legalább egy pihenőnapnak vasárnapra kell esnie; az utóbbi szabály nem vonatkozik a kizárólag szombat-vasárnap részmunkaidőben foglalkoztatottakra.

## A heti pihenőidő
A munkavállalót meghatározott körülmények esetén megilleti a heti kettő egybefüggő pihenőnap, amelyek közül az egyik vasárnapra esik havonta kötelezően; ez a szabály nem vonatkozik a kizárólag szombat-vasárnap részmunkaidőben foglalkoztatottakra. Egyenlőtlen munkaidő-beosztás esetén megengedi a jogszabály, hogy a munkavállaló hetente minimum negyven órát kitevő (egy naptári napot magába foglaló) megszakítás nélküli heti pihenőidőt kapjon. A munkaidőkeret (amely akár éves is lehet) vagy az elszámolási időszak (pl. három hónap) átlagában kell biztosítani a heti negyvennyolc óra pihenőidőt.

## Munkaszüneti nap
Munkaszüneti nap az állam által ünnepnapként elrendelt nap, amelybe beleértendő a változó naptári napra eső ünnep is. Magyarországon a munkaszüneti napok (a tárgyévi naptári napot is meghatározza egyidejűleg a változó napra eső ünnepekkel együtt egyeztetve a felelős egyházakkal) körüli munkarendről a foglalkoztatási miniszter köteles rendelkezni a tárgyévet megelőző évben legkésőbb október 31-ig. A miniszter nem írhatja felül a 2012. évi I. törvényben meghatározott munkaszüneti napokat, csak a munkarendről intézkedhet.

## Szabadság
A szabadságjogcímek kifejtését és nyilvántartásával kapcsolatos teendőket a törvény 59–63. alcímei határozzák meg. A munkajog szerint minden munkavállalónak a munkában töltött idő után alap- és pótszabadság jár. Rendkívüli szabadságfogalmak a munkajogban a beteg-, szülési és fizetés nélküli szabadság.

### Alap- és pótszabadság
Jellemzője, hogy a munkában töltött idő után minden naptári évre (illetve éven belül időarányosan) jár; munkanapokra kell kiszámítani (azaz a hivatalos pihenőnap és a munkaszüneti nap nem értendő bele); fizetés szempontjából munkában töltött időnek számít. A szabadság időarányos része jár tört év esetén (pl. a munkaviszony kezdete, vége év közben van) és a fél napot elérő töredéknapot egész napnak kell tekinteni a szabadság kiszámításakor.
Munkában töltött időnek minősül ebben az értelmezésben a 
a) a munkaidő-beosztás alapján történő munkavégzési kötelezettség alóli mentesülés,
b) a szabadság,
c) a szülési szabadság,
d) a gyermek gondozása céljából igénybe vett fizetés nélküli szabadság () első hat hónapjának,
e) a keresőképtelenség,
f) a tényleges önkéntes tartalékos katonai szolgálatteljesítés három hónapot meg nem haladó,
g) a munkavégzés alóli mentesülésnek az 55. § (1) bekezdés b)–k) pontban meghatározott tartama.
A törvény előírásai szerint az alábbi táblázat tartalmazza az alapvetően járó alap- és pótszabadságot a munkavállaló kora szerint. A pótszabadság a munkavállalónak abban az évben jár először, amikor az adott életkort betölti.
| A munkavállaló életkora                                                                                              | kezdő                 | 28. | 31. | 33. | 35. | 37. | 39. | 40. | 43. | 45. |
| Szabadság jogcíme (a Kezdő oszlop rendkívüli pótszabadság napjai esetektől függően vonatkoznak a többi oszlopra is.) |                       |     |     |     |     |     |     |     |     |     |
| Alapszabadság munkanapban                                                                                            | 20                    | 20  | 20  | 20  | 20  | 20  | 20  | 20  | 20  | 20  |
| Pótszabadság munkanapban                                                                                             | nincs                 | 2   | 3   | 4   | 5   | 6   | 7   | 8   | 9   | 10  |
| összesen munkanapban                                                                                                 | 20                    | 22  | 23  | 24  | 25  | 26  | 27  | 28  | 29  | 30  |
| 16 évesnél fiatalabb gyermek után járó pótszabadság munkanapban 118. § (1)                                           |                       |     |     |     |     |     |     |     |     |     |
| – egy gyermek után                                                                                                   | 2                     |     |     |     |     |     |     |     |     |     |
| – két gyermek után                                                                                                   | 4                     |     |     |     |     |     |     |     |     |     |
| – három vagy több gyermek után                                                                                       | 7                     |     |     |     |     |     |     |     |     |     |
| 16 évesnél fiatalabb fogyatékos gyermek után járó pótszabadság munkanapban 118. § (2)                                |                       |     |     |     |     |     |     |     |     |     |
| – egy gyermek után                                                                                                   | 4                     |     |     |     |     |     |     |     |     |     |
| – két gyermek után                                                                                                   | 8                     |     |     |     |     |     |     |     |     |     |
| – három vagy több gyermek után                                                                                       | 7 + gyerme- kenként 2 |     |     |     |     |     |     |     |     |     |
| Apának járó pótszabadság gyermek születése esetén                                                                    |                       |     |     |     |     |     |     |     |     |     |
| –egy gyermek születése esetén                                                                                        | 5                     |     |     |     |     |     |     |     |     |     |
| – ikerszülés esetén                                                                                                  | 7                     |     |     |     |     |     |     |     |     |     |
| Fiatal munkavállalónak járó pótszabadság évenként                                                                    | 5                     |     |     |     |     |     |     |     |     |     |
| Naponta 3 órát föld alatt v. ionizáló sugárzó munkahelyen dolgozónak járó pótszabadság évenként                      | 5                     |     |     |     |     |     |     |     |     |     |
| 50%-os egészségkárosodott, fogyatékossági támogatási vagy vakjáradékra jogosult pótszabadsága évenként               | 5                     |     |     |     |     |     |     |     |     |     |

Szabadság kiadása
Általános szabály, hogy a felek bármelyike a szabadság kivételt, kiadást az esedékes időpont előtt legalább tizenöt nappal kezdeményezze; a szabadságot az esedékesség évében kell kiadni lehetőség szerint; a szabadságot a munkaidő-beosztás szerinti munkanapokra kell kiadni, valamint az a tiltó rendelkezés, hogy a szabadságot megváltani nem lehet, kivéve a munkaviszony megszűnése esetén az időarányosan még járó, ki nem adott szabadságidőt. A munkáltató a szabadságot a munkavállaló előzetes meghallgatására (szabadságcédula) adja ki. A munkáltató hét nap szabadságot – a munkaviszony első három hónapja kivételével – évente legalább két részletben köteles kiadni a munkavállaló kérésének megfelelően. Eltérő megállapodás (itt a kollektív szerződés is az lehet) hiányában a szabadságot úgy kell kiadni, hogy naptári évenként minimum tizennégy egybefüggő napra mentesüljön a munkavállaló a munkakötelezettség alól. A szabadság kiadásának általánostól eltérő jogcímeit a törvény a 123. §-ban szabályozza.

### Betegszabadság
A munkáltató a munkavállaló számára a betegség miatti keresőképtelenség tartamára naptári évenként tizenöt nap betegszabadságot ad ki a törvény 126. § (1) bekezdése szerint. Nem jár betegszabadság a társadalombiztosítási szabályok szerinti üzemi baleset és foglalkozási betegség miatti keresőképtelenség, valamint a veszélyeztetett terhesség miatti keresőképtelenség tartamára. (Itt a betegbiztosítási jogszabályok szerinti szabályok az irányadók, orvos által igazolt keresőképtelenség – díjazás munkavégzés hiányában pl. táppénz egészségbiztosítástól függően keresőképtelenség esetén, amely manapság gyakran nem a munkáltató kiadása, hanem a munkavállaló egészségbiztosítási pénztáráé.)

### Szülési szabadság
A gyermeket vállaló anyának egybefüggő huszonnégy hét szülési szabadság jár, amiből két hetet köteles igénybe venni (127. §). Kiadását úgy kell szervezni, hogy maximum négy hét a várható esemény időpontja elé essen. Koraszülött gyermek intézeti gondozása esetén a szülést követő egy évig lehet igénybe venni a gyermek intézetből történt eltávozása után az igénybe nem vett szülési szabadságot (itt lehet megszakítás).

### Fizetés nélküli szabadság
Fizetés nélküli szabadság közös megállapodás alapján adható, kivéve a törvényben említett eseteket:
- gyermekgondozási szabadság a gyermek hároméves koráig
- gyermek tizedik életévének betöltéséig a gyermek a gyermekgondozási segély folyósításának időtartama alatt személyes gondozás esetén
- hozzátartozó személyes gondozása esetén várhatóan harminc napot meghaladó ápolás céljából annak időtartamára, maximum két évig
- tényleges önkéntes tartalékos katonai szolgálatteljesítés időtartamára.

A kezdeményezésre az általános szabályok vonatkoznak, a megszűnés pedig a munkavállaló által megjelölt időpontban, de legkorábban az erre irányuló jognyilatkozat közlésétől számított harmincadik napon; kivéve a katonai szolgálatteljesítést.

## A munka- és pihenőidő nyilvántartása
A munkáltató a törvény 134. §-ának előírásai szerint nyilvántartja a rendes és rendkívüli munkaidő, a készenléti és a szabadság, valamint a keresőképtelenség tartamát. A nyilvántartásból ki kell tűnnie a kezdő és befejező időpontoknak. Nyilván kell tartani az általános munkarendtől eltérő megállapodásokat.